# Effectif des équipes à la Coupe du monde de football 1958

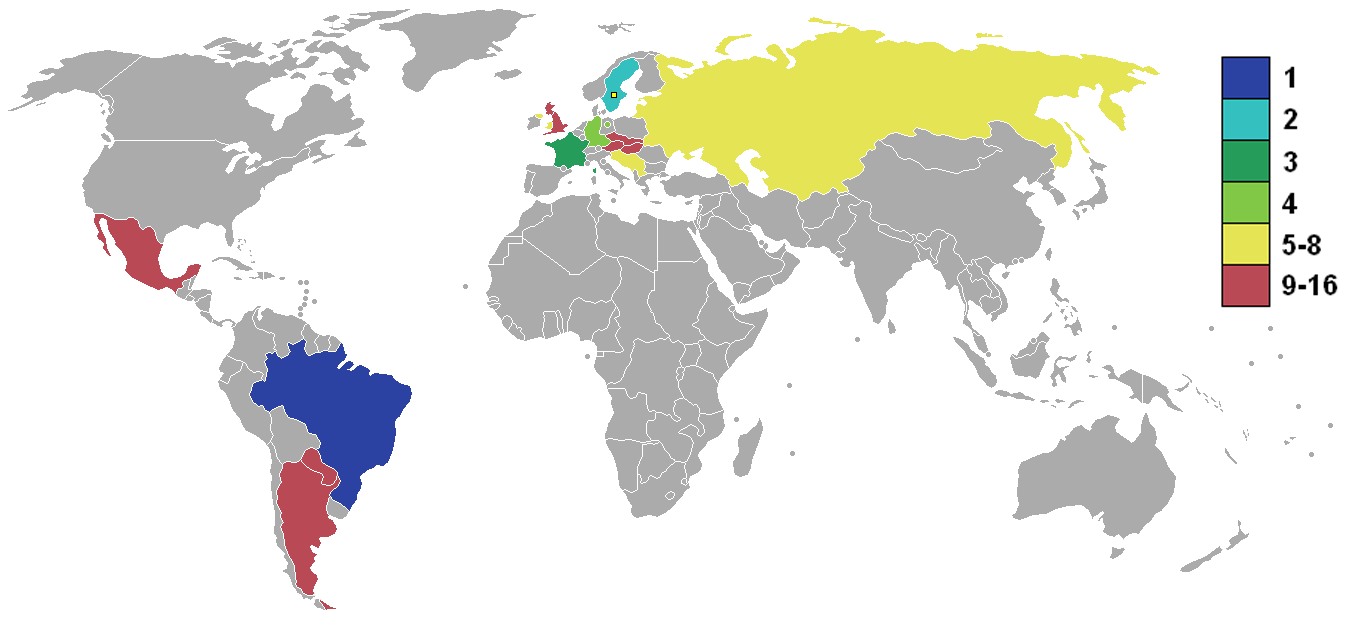
Carte du classement de la Coupe du monde de football de 1958.

Cette page contient la liste de toutes les équipes et leurs joueurs ayant participé à la phase finale de la Coupe du monde de football 1958. L'âge et le nombre de sélections sont ceux au début de la compétition.

## Angleterre
Entraineur : Walter Winterbottom
| No. | Pos.      | Joueur          | Date de naissance et âge | Sélec. | Club                    |
| --- | --------- | --------------- | ------------------------ | ------ | ----------------------- |
| 1   | Gardien   | Colin McDonald  | 15 octobre 1930          | 1      | Burnley                 |
| 2   | Défenseur | Don Howe        | 12 octobre 1935          | 7      | West Bromwich Albion    |
| 3   | Défenseur | Tommy Banks     | 10 novembre 1929         | 1      | Bolton Wanderers        |
| 4   | Milieu    | Eddie Clamp     | 14 septembre 1934        | 1      | Wolverhampton Wanderers |
| 5   | Milieu    | Billy Wright    | 6 février 1924           | 92     | Wolverhampton Wanderers |
| 6   | Milieu    | Bill Slater     | 29 avril 1927            | 6      | Wolverhampton Wanderers |
| 7   | Attaquant | Bryan Douglas   | 27 mai 1934              | 7      | Blackburn Rovers        |
| 8   | Attaquant | Bobby Robson    | 18 février 1933          | 2      | West Bromwich Albion    |
| 9   | Attaquant | Derek Kevan     | 6 mars 1935              | 7      | West Bromwich Albion    |
| 10  | Attaquant | Johnny Haynes   | 17 octobre 1934          | 20     | Fulham                  |
| 11  | Attaquant | Tom Finney      | 5 avril 1922             | 73     | Preston North End       |
| 12  | Gardien   | Eddie Hopkinson | 29 octobre 1935          | 6      | Bolton Wanderers        |
| 13  | Gardien   | Alan Hodgkinson | 16 août 1936             | 4      | Sheffield United        |
| 14  | Défenseur | Peter Sillett   | 1er février 1933         | 3      | Chelsea                 |
| 15  | Défenseur | Ronnie Clayton  | 5 août 1934              | 20     | Blackburn Rovers        |
| 16  | Défenseur | Maurice Norman  | 8 mai 1934               | 0      | Tottenham Hotspur       |
| 17  | Attaquant | Peter Brabrook  | 8 novembre 1937          | 0      | Chelsea                 |
| 18  | Attaquant | Peter Broadbent | 15 mai 1933              | 0      | Wolverhampton Wanderers |
| 19  | Attaquant | Bobby Smith     | 22 février 1933          | 0      | Tottenham Hotspur       |
| 20  | Milieu    | Bobby Charlton  | 11 octobre 1937          | 3      | Manchester United       |
| 21  | Attaquant | Alan A'Court    | 30 septembre 1934        | 1      | Liverpool               |
| 22  | Attaquant | Maurice Setters | 16 décembre 1936         | 0      | West Bromwich Albion    |

## Argentine
Entraineur : Guillermo Stábile
| No. | Pos.      | Joueur                  | Date de naissance et âge | Sélec. | Club                    |
| --- | --------- | ----------------------- | ------------------------ | ------ | ----------------------- |
| 1   | Gardien   | Amadeo Carrizo          | 12 mai 1926              |        | River Plate             |
| 2   | Milieu    | Pedro Dellacha          | 9 juillet 1926           |        | Racing                  |
| 3   | Défenseur | Federico Vairo          | 27 janvier 1931          |        | River Plate             |
| 4   | Défenseur | Juan Francisco Lombardo | 11 juin 1925             |        | Boca Juniors            |
| 5   | Défenseur | Néstor Rossi            | 10 mai 1925              |        | River Plate             |
| 6   | Milieu    | José Varacka            | 27 mai 1932              |        | Independiente           |
| 7   | Attaquant | Oreste Corbatta         | 11 mars 1936             |        | Racing                  |
| 8   | Attaquant | Eliseo Prado            | 17 septembre 1929        |        | River Plate             |
| 9   | Attaquant | Norberto Menéndez       | 14 décembre 1936         |        | River Plate             |
| 10  | Attaquant | Alfredo Rojas           | 20 février 1937          |        | Lanús                   |
| 11  | Attaquant | Ángel Labruna           | 28 septembre 1918        |        | River Plate             |
| 12  | Gardien   | Julio Musimessi         | 9 juillet 1924           |        | Boca Juniors            |
| 13  | Défenseur | Alfredo Pérez           | 10 avril 1929            |        | River Plate             |
| 14  | Défenseur | Federico Edwards        | 25 janvier 1931          |        | Boca Juniors            |
| 15  | Défenseur | David Acevedo           | 20 février 1937          |        | Independiente           |
| 16  | Milieu    | Eliseo Mouriño          | 3 juin 1927              |        | Boca Juniors            |
| 17  | Défenseur | José Ramos Delgado      | 25 août 1935             |        | Lanús                   |
| 18  | Attaquant | Norberto Boggio         | 11 août 1931             |        | San Lorenzo de Almagro  |
| 19  | Attaquant | Ludovico Avio           | 6 octobre 1932           |        | Vélez Sarsfield         |
| 20  | Attaquant | Ricardo Infante         | 21 juin 1924             |        | Estudiantes de La Plata |
| 21  | Attaquant | José Sanfilippo         | 4 mai 1935               |        | San Lorenzo de Almagro  |
| 22  | Attaquant | Osvaldo Cruz            | 29 mai 1931              |        | Independiente           |

## Autriche
Entraineur : Josef Argauer
| No. | Pos.      | Joueur              | Date de naissance et âge | Sélec. | Club              |
| --- | --------- | ------------------- | ------------------------ | ------ | ----------------- |
| 1   | Gardien   | Rudolf Szanwald     | 6 juillet 1931           | 2      | Wiener SC         |
| 2   | Défenseur | Paul Halla          | 10 avril 1931            | 20     | SK Rapid Vienne   |
| 3   | Défenseur | Ernst Happel        | 29 novembre 1925         | 47     | SK Rapid Vienne   |
| 4   | Défenseur | Franz Swoboda       | 15 février 1933          | 13     | Austria Vienne    |
| 5   | Défenseur | Gerhard Hanappi     | 9 juillet 1929           | 67     | SK Rapid Vienne   |
| 6   | Milieu    | Karl Koller         | 8 février 1929           | 38     | First Vienna FC   |
| 7   | Attaquant | Walter Horak        | 1er juin 1931            | 2      | Wiener SC         |
| 8   | Attaquant | Paul Kozlicek       | 22 juillet 1937          | 5      | SC Wacker Vienne  |
| 9   | Attaquant | Hans Buzek          | 22 mai 1938              | 10     | First Vienna FC   |
| 10  | Attaquant | Alfred Körner       | 14 février 1926          |        | SK Rapid Vienne   |
| 11  | Attaquant | Helmut Senekowitsch | 22 octobre 1933          | 4      | SK Sturm Graz     |
| 12  | Gardien   | Kurt Schmied        | 14 juin 1926             | 23     | First Vienna FC   |
| 13  | Attaquant | Walter Schleger     | 19 septembre 1929        | 17     | Austria Vienne    |
| 14  | Attaquant | Josef Hamerl        | 22 janvier 1931          | 2      | Wiener SC         |
| 15  | Défenseur | Walter Kollmann     | 17 juin 1932             | 14     | SC Wacker Vienne  |
| 16  | Milieu    | Karl Stotz          | 27 mars 1927             | 19     | Austria Vienne    |
| 17  | Milieu    | Ernst Kozlicek      | 27 janvier 1931          | 7      | SC Wacker Vienne  |
| 18  | Défenseur | Leopold Barschandt  | 12 août 1925             | 20     | Wiener SC         |
| 19  | Attaquant | Robert Dienst       | 1er mars 1928            | 26     | SK Rapid Vienne   |
| 20  | Attaquant | Herbert Ninaus      | 31 mars 1937             | 0      | Grazer AK         |
| 21  | Milieu    | Ignaz Puschnik      | 5 février 1934           | 1      | Kapfenberger SV   |
| 22  | Gardien   | Bruno Engelmeier    | 5 septembre 1927         | 7      | 1. Simmeringer SC |

## Brésil
Entraineur : Vicente Feola
| No. | Pos.      | Joueur               | Date de naissance et âge | Sélec. | Club          |
| --- | --------- | -------------------- | ------------------------ | ------ | ------------- |
| 1   | Gardien   | Carlos José Castilho | 27 novembre 1927         | 20     | Fluminense    |
| 2   | Défenseur | Hilderaldo Bellini   | 7 juin 1930              | 8      | Vasco da Gama |
| 3   | Gardien   | Gilmar               | 22 août 1930             | 31     | Corinthians   |
| 4   | Défenseur | Djalma Santos        | 27 février 1929          | 47     | Portuguesa    |
| 5   | Milieu    | Dino Sani            | 23 mai 1932              | 5      | São Paulo     |
| 6   | Défenseur | Didi                 | 8 octobre 1929           | 41     | Botafogo      |
| 7   | Attaquant | Mário Zagallo        | 9 août 1931              | 3      | Flamengo      |
| 8   | Milieu    | Oreco                | 13 juin 1932             | 9      | Corinthians   |
| 9   | Milieu    | Zózimo               | 19 juin 1932             | 26     | Bangu         |
| 10  | Attaquant | Pelé                 | 23 octobre 1940          | 5      | Santos        |
| 11  | Attaquant | Garrincha            | 28 octobre 1933          | 8      | Botafogo      |
| 12  | Défenseur | Nílton Santos        | 16 mai 1927              | 46     | Botafogo      |
| 13  | Milieu    | Moacir               | 18 mai 1936              | 5      | Flamengo      |
| 14  | Défenseur | De Sordi             | 14 février 1931          | 14     | São Paulo     |
| 15  | Défenseur | Orlando              | 20 septembre 1935        | 1      | Vasco da Gama |
| 16  | Défenseur | Mauro Ramos          | 30 août 1930             | 10     | São Paulo     |
| 17  | Attaquant | Joel Antônio Martins | 11 novembre 1931         | 11     | Flamengo      |
| 18  | Attaquant | Mazzola              | 24 juillet 1938          | 5      | Palmeiras     |
| 19  | Milieu    | Zito                 | 18 août 1932             | 3      | Santos        |
| 20  | Attaquant | Vavá                 | 12 novembre 1934         | 3      | Vasco da Gama |
| 21  | Attaquant | Dida                 | 26 mars 1934             | 3      | Flamengo      |
| 22  | Attaquant | Pepe                 | 25 février 1935          | 11     | Santos        |

## Écosse
Entraineur : Dawson Walker
| No. | Pos.      | Joueur           | Date de naissance et âge | Sélec. | Club                |
| --- | --------- | ---------------- | ------------------------ | ------ | ------------------- |
| 1   | Gardien   | Tommy Younger    | 10 avril 1930            | 22     | Liverpool FC        |
| 2   | Défenseur | Tommy Docherty   | 24 août 1928             | 22     | Preston North End   |
| 3   | Défenseur | Alex Parker      | 2 août 1935              | 14     | Everton FC          |
| 4   | Défenseur | Eric Caldow      | 14 mai 1934              | 10     | Rangers FC          |
| 5   | Défenseur | John Hewie       | 13 décembre 1927         | 12     | Charlton Athletic   |
| 6   | Milieu    | Harry Haddock    | 26 juillet 1925          | 6      | Clyde               |
| 7   | Défenseur | Ian McColl       | 7 juin 1927              | 14     | Rangers FC          |
| 8   | Attaquant | Eddie Turnbull   | 12 avril 1923            | 5      | Hibernian           |
| 9   | Milieu    | Bobby Evans      | 16 juillet 1927          | 34     | Celtic FC           |
| 10  | Milieu    | Doug Cowie       | 1er mai 1926             | 18     | Dundee              |
| 11  | Milieu    | Dave Mackay      | 14 novembre 1934         | 1      | Heart of Midlothian |
| 12  | Gardien   | Bill Brown       | 8 octobre 1931           | 0      | Dundee              |
| 13  | Défenseur | Sammy Baird      | 13 mai 1930              | 6      | Rangers FC          |
| 14  | Défenseur | Graham Leggat    | 20 juin 1934             | 5      | Aberdeen FC         |
| 15  | Attaquant | Alex Scott       | 22 novembre 1937         | 5      | Rangers FC          |
| 16  | Attaquant | Jimmy Murray     | 4 février 1933           | 3      | Heart of Midlothian |
| 17  | Milieu    | Jackie Mudie     | 10 avril 1930            | 14     | Blackpool FC        |
| 18  | Attaquant | John Coyle       | 28 septembre 1932        | 0      | Clyde FC            |
| 19  | Milieu    | Bobby Collins    | 16 février 1931          | 19     | Celtic FC           |
| 20  | Attaquant | Archie Robertson | 15 septembre 1929        | 4      | Clyde FC            |
| 21  | Milieu    | Stewart Imlach   | 6 janvier 1932           | 2      | Nottingham Forest   |
| 22  | Attaquant | Willie Fernie    | 22 novembre 1928         | 11     | Celtic FC           |

## France
Entraineur : Albert Batteux
| No. | Pos.      | Joueur              | Date de naissance et âge | Sélec. | Club                  |
| --- | --------- | ------------------- | ------------------------ | ------ | --------------------- |
| 1   | Gardien   | Claude Abbes        | 24 mai 1927              | 3      | Saint-Ètienne         |
| 2   | Gardien   | Dominique Colonna   | 4 septembre 1928         | 3      | Stade de Reims        |
| 3   | Gardien   | François Remetter   | 8 août 1928              | 23     | Girondins de Bordeaux |
| 4   | Défenseur | Raymond Kaelbel     | 31 janvier 1932          | 17     | AS Monaco             |
| 5   | Défenseur | André Lerond        | 6 décembre 1930          | 4      | Olympique de Lyon     |
| 6   | Défenseur | Roger Marche        | 5 mars 1924              | 55     | RC Paris              |
| 7   | Défenseur | Robert Mouynet      | 25 mars 1930             | 0      | Olympique de Lyon     |
| 8   | Milieu    | Bernard Chiarelli   | 24 février 1934          | 1      | Valenciennes FC       |
| 9   | Milieu    | Kazimir Hnatow      | 9 janvier 1929           | 0      | Angers                |
| 10  | Milieu    | Robert Jonquet      | 3 mai 1925               | 46     | Stade de Reims        |
| 11  | Milieu    | Maurice Lafont      | 13 septembre 1927        | 0      | Nimes                 |
| 12  | Milieu    | Jean-Jacques Marcel | 13 juin 1931             | 25     | Marseille             |
| 13  | Défenseur | Armand Penverne     | 26 novembre 1926         | 26     | Stade de Reims        |
| 14  | Milieu    | Raymond Bellot      | 9 juin 1929              | 0      | AS Monaco             |
| 15  | Attaquant | Stéphane Bruey      | 11 décembre 1932         | 2      | Angers                |
| 16  | Attaquant | Yvon Douis          | 16 mai 1935              | 3      | Lille                 |
| 17  | Attaquant | Just Fontaine       | 18 juillet 1933          | 5      | Stade de Reims        |
| 18  | Attaquant | Raymond Kopa        | 13 octobre 1931          | 24     | Real Madrid           |
| 19  | Milieu    | Célestin Oliver     | 12 juillet 1930          | 5      | UA Sedan-Torcy        |
| 20  | Attaquant | Roger Piantoni      | 26 décembre 1931         | 25     | Stade de Reims        |
| 21  | Attaquant | Jean Vincent        | 29 novembre 1930         | 22     | Stade de Reims        |
| 22  | Attaquant | Maryan Wisnieski    | 1er février 1937         | 9      | Lens                  |

## Hongrie
Entraineur : Lajos Baroti
| No. | Pos.      | Joueur              | Date de naissance et âge | Sélec. | Club                  |
| --- | --------- | ------------------- | ------------------------ | ------ | --------------------- |
| 1   | Gardien   | Gyula Grosics       | 4 février 1926           | 52     | Tatabányai Bányász SE |
| 2   | Défenseur | Sándor Mátrai       | 20 novembre 1932         | 10     | Ferencváros TC        |
| 3   | Défenseur | Ferenc Sipos        | 13 décembre 1932         | 7      | MTK FC                |
| 4   | Défenseur | László Sárosi       | 27 février 1932          | 5      | Vasas SC              |
| 5   | Défenseur | József Bozsik       | 28 novembre 1925         | 88     | Budapest Honvéd FC    |
| 6   | Milieu    | Pál Berendi         | 30 novembre 1932         | 15     | Vasas SC              |
| 7   | Milieu    | László Budai        | 19 juillet 1928          | 31     | Budapest Honvéd FC    |
| 8   | Attaquant | Lajos Tichy         | 21 mars 1935             | 19     | Budapest Honvéd FC    |
| 9   | Attaquant | Nándor Hidegkuti    | 3 mars 1922              | 67     | MTK FC                |
| 10  | Attaquant | Dezső Bundzsák      | 3 mai 1928               | 6      | Vasas SC              |
| 11  | Attaquant | Károly Sándor       | 29 novembre 1928         | 29     | MTK FC                |
| 12  | Défenseur | Béla Kárpáti        | 30 septembre 1929        | 17     | Vasas SC              |
| 13  | Défenseur | Oszkár Szigeti      | 1933                     | 1      | Diósgyőri VTK         |
| 14  | Attaquant | Ferenc Szojka       | 7 avril 1931             | 23     | Salgótarjáni BTC      |
| 15  | Milieu    | Antal Kotász        | 1er septembre 1929       | 15     | Budapest Honvéd FC    |
| 16  | Attaquant | László Lachos       | 17 janvier 1933          | 0      | FC Tatabánya          |
| 17  | Attaquant | Mihály Vasas        | 1933                     | 1      | Salgótarjáni BTC      |
| 18  | Attaquant | Tivadar Monostori   | 24 août 1936             | 1      | Dorogi Bányász        |
| 19  | Attaquant | Zoltán Friedmanszky | 22 octobre 1934          | 0      | Ferencváros TC        |
| 20  | Attaquant | József Bencsics     | 6 août 1933              | 1      | Újpesti Dózsa         |
| 21  | Attaquant | Máté Fenyvesi       | 20 septembre 1933        | 18     | Ferencváros TC        |
| 22  | Gardien   | István Ilku         | 6 mars 1933              | 4      | Dorogi Bányász        |

## Irlande du Nord
Entraineur : Peter Doherty
| No. | Pos.      | Joueur             | Date de naissance et âge | Sélec. | Club              |
| --- | --------- | ------------------ | ------------------------ | ------ | ----------------- |
| 1   | Gardien   | Harry Gregg        | 25 octobre 1932          |        | Manchester United |
| 2   | Défenseur | Willie Cunningham  | 20 février 1930          |        | Leicester City    |
| 3   | Défenseur | Alf McMichael      | 1er octobre 1927         |        | Newcastle United  |
| 4   | Milieu    | Danny Blanchflower | 10 février 1926          |        | Tottenham Hotspur |
| 5   | Défenseur | Dick Keith         | 15 mai 1933              |        | Newcastle United  |
| 6   | Milieu    | Bertie Peacock     | 29 septembre 1928        |        | Celtic            |
| 7   | Attaquant | Billy Bingham      | 5 août 1931              |        | Sunderland        |
| 8   | Attaquant | Wilbur Cush        | 10 juin 1928             |        | Leeds United      |
| 9   | Attaquant | Billy Simpson      | 12 décembre 1929         |        | Rangers           |
| 10  | Attaquant | Jimmy McIlroy      | 25 octobre 1931          |        | Burnley           |
| 11  | Attaquant | Peter McParland    | 25 avril 1934            |        | Aston Villa       |
| 12  | Gardien   | Norman Uprichard   | 20 avril 1928            |        | Portsmouth        |
| 13  | Attaquant | Tommy Casey        | 11 mars 1930             |        | Newcastle United  |
| 14  | Attaquant | Jackie Scott       | 22 décembre 1933         |        | Grimsby Town      |
| 15  | Attaquant | Sammy McCrory      | 11 octobre 1924          |        | Southend United   |
| 16  | Attaquant | Derek Dougan       | 20 janvier 1938          |        | Portsmouth        |
| 17  | Attaquant | Fay Coyle          | 1er avril 1933           |        | Nottingham Forest |
| 18  | Gardien   | Roy Rea            | 28 novembre 1934         |        | Glenavon          |
| 19  | Défenseur | Len Graham         | 17 octobre 1925          |        | Doncaster Rovers  |
| 20  | Milieu    | Sammy Chapman      | 16 février 1938          |        | Mansfield Town    |
| 21  | Défenseur | Tommy Hamill       | 10 juillet 1933          |        | Linfield          |
| 22  | Attaquant | Bobby Trainor      | 25 avril 1934            |        | Coleraine         |

## Mexique
Entraineur : Antonio López Herranz
| No. | Pos.      | Joueur                      | Date de naissance et âge | Sélec. | Club                    |
| --- | --------- | --------------------------- | ------------------------ | ------ | ----------------------- |
| 1   | Gardien   | Antonio Carbajal            | 7 juin 1929              |        | Club León               |
| 2   | Défenseur | Jesús del Muro              | 30 novembre 1937         |        | CF Atlas                |
| 3   | Milieu    | Jorge Romo                  | 20 avril 1934            |        | Club Toluca             |
| 4   | Défenseur | José Villegas               | 20 juin 1934             |        | CD Guadalajara          |
| 5   | Défenseur | Alfonso Portugal            | 21 janvier 1934          |        | Club Necaxa             |
| 6   | Milieu    | Francisco Flores            | 12 février 1926          |        | CD Guadalajara          |
| 7   | Milieu    | Alfredo Hernández           | 18 juin 1935             |        | Club León               |
| 8   | Attaquant | Salvador Reyes              | 20 septembre 1936        |        | CD Guadalajara          |
| 9   | Attaquant | Carlos Calderón de la Barca | 2 octobre 1934           |        | CF Atlante              |
| 10  | Attaquant | Crescencio Gutiérrez        | 26 octobre 1933          |        | CD Guadalajara          |
| 11  | Attaquant | Enrique Sesma               | 22 avril 1927            |        | Club Toluca             |
| 12  | Gardien   | Manuel Camacho              | 29 avril 1929            |        | Club Toluca             |
| 13  | Gardien   | Jaime Gómez                 | 29 décembre 1929         |        | CD Guadalajara          |
| 14  | Attaquant | Miguel Gutiérrez            | 7 mai 1931               |        | CF Atlas                |
| 15  | Milieu    | Guillermo Sepúlveda         | 28 février 1934          |        | CD Guadalajara          |
| 16  | Défenseur | José Antonio Roca           | 24 mai 1928              |        | CD Zacatepec            |
| 17  | Défenseur | Raúl Cárdenas               | 30 octobre 1928          |        | CD Zacatepec            |
| 18  | Milieu    | Jaime Salazar               | 6 février 1931           |        | Club Necaxa             |
| 19  | Défenseur | Jaime Belmonte              | 8 octobre 1934           |        | CD Cuautla              |
| 20  | Attaquant | Carlos Blanco               | 5 mars 1928              |        | Club Toluca             |
| 21  | Attaquant | Ligorio López               | 18 août 1928             |        | Club Deportivo Irapuato |
| 22  | Attaquant | Carlos González             | 12 avril 1935            |        | CF Atlas                |

## Paraguay
Entraineur : Aurelio González
| No. | Pos.      | Joueur               | Date de naissance et âge | Sélec. | Club             |
| --- | --------- | -------------------- | ------------------------ | ------ | ---------------- |
| 1   | Gardien   | Ramón Mayeregger     | 26 février 1934          |        | Nacional         |
| 2   | Défenseur | Edelmiro Arévalo     | 7 janvier 1929           |        | Olimpia          |
| 3   | Milieu    | Juan Vicente Lezcano | 5 avril 1937             |        | Olimpia          |
| 4   | Défenseur | Ignacio Achúcarro    | 31 juillet 1936          |        | Olimpia          |
| 5   | Milieu    | Salvador Villalba    | 29 août 1924             |        | Libertad         |
| 6   | Défenseur | Eligio Echagüe       | 31 décembre 1938         |        | Olimpia          |
| 7   | Attaquant | Juan Bautista Agüero | 24 juin 1935             |        | Olimpia          |
| 8   | Attaquant | José Parodi          | 30 août 1932             |        | Olimpia          |
| 9   | Attaquant | Jorge Lino Romero    | 23 septembre 1937        |        | Sol de América   |
| 10  | Attaquant | Óscar Aguilera       | 11 mars 1935             |        | Olimpia          |
| 11  | Attaquant | Florencio Amarilla   | 3 janvier 1935           |        | Nacional         |
| 12  | Gardien   | Samuel Aguilar       | 16 mars 1933             |        | Libertad         |
| 13  | Défenseur | Luis Gini            | 31 octobre 1935          |        | Sol de América   |
| 14  | Défenseur | Darío Segovia        | 18 mars 1932             |        | Sol de América   |
| 15  | Milieu    | Luis Santos Silva    |                          |        | Cerro Porteño    |
| 16  | Attaquant | Claudio Lezcano      |                          |        | Olimpia          |
| 17  | Défenseur | Agustín Miranda      | 1er janvier 1930         |        | Cerro Porteño    |
| 18  | Attaquant | Gilberto Penayo      | 3 avril 1933             |        | Sol de América   |
| 19  | Attaquant | Eliseo Insfrán       | 27 octobre 1935          |        | Guaraní          |
| 20  | Attaquant | José Aveiro          | 18 juillet 1936          |        | Sportivo Luqueño |
| 21  | Attaquant | Cayetano Ré          | 7 février 1938           |        | Cerro Porteño    |
| 22  | Attaquant | Eligio Insfrán       | 27 octobre 1935          |        | Guaraní          |

## Pays de Galles
Entraineur : Jimmy Murphy
| No. | Pos.      | Joueur            | Date de naissance et âge | Sélec. | Club                 |
| --- | --------- | ----------------- | ------------------------ | ------ | -------------------- |
| 1   | Gardien   | Jack Kelsey       | 19 novembre 1929         |        | Arsenal              |
| 2   | Défenseur | Stuart Williams   | 9 juillet 1930           |        | West Bromwich Albion |
| 3   | Défenseur | Mel Hopkins       | 7 novembre 1934          |        | Tottenham Hotspur    |
| 4   | Défenseur | Derek Sullivan    | 10 août 1930             |        | Cardiff City         |
| 5   | Milieu    | Mel Charles       | 14 mai 1935              |        | Swansea Town         |
| 6   | Milieu    | Dave Bowen        | 7 juin 1928              |        | Arsenal              |
| 7   | Attaquant | Terry Medwin      | 25 septembre 1932        |        | Tottenham Hotspur    |
| 8   | Attaquant | Ron Hewitt        | 21 juin 1928             |        | Cardiff City         |
| 9   | Attaquant | John Charles      | 27 décembre 1931         |        | Juventus             |
| 10  | Attaquant | Ivor Allchurch    | 16 octobre 1929          |        | Swansea Town         |
| 11  | Attaquant | Cliff Jones       | 7 février 1935           |        | Swansea Town         |
| 12  | Gardien   | Ken Jones         | 2 janvier 1936           |        | Cardiff City         |
| 13  | Gardien   | Graham Vearncombe | 28 mars 1934             |        | Cardiff City         |
| 14  | Défenseur | Trevor Edwards    | 24 janvier 1937          |        | Charlton Athletic    |
| 15  | Défenseur | Colin Baker       | 18 décembre 1934         |        | Cardiff City         |
| 16  | Milieu    | Vic Crowe         | 31 janvier 1932          |        | Aston Villa          |
| 17  | Attaquant | Ken Leek          | 26 juillet 1935          |        | Leicester City       |
| 18  | Attaquant | Roy Vernon        | 14 avril 1937            |        | Blackburn Rovers     |
| 19  | Attaquant | Colin Webster     | 17 juillet 1932          |        | Manchester United    |
| 20  | Milieu    | John Elsworthy    | 26 juillet 1931          |        | Ipswich Town         |
| 21  | Milieu    | Len Allchurch     | 12 septembre 1933        |        | Swansea Town         |
| 22  | Milieu    | George Baker      | 6 avril 1934             |        | Plymouth Argyle      |

## RFA
Entraineur : Sepp Herberger
| No. | Pos.      | Joueur                  | Date de naissance et âge | Sélec. | Club                 |
| --- | --------- | ----------------------- | ------------------------ | ------ | -------------------- |
| 1   | Gardien   | Fritz Herkenrath        | 9 septembre 1928         | 15     | Rot-Weiss Essen      |
| 2   | Défenseur | Herbert Erhardt         | 6 juillet 1930           | 17     | SpVgg Fürth          |
| 3   | Défenseur | Erich Juskowiak         | 7 septembre 1926         | 20     | Fortuna Düsseldorf   |
| 4   | Milieu    | Horst Eckel             | 8 février 1932           | 27     | 1. FC Kaiserslautern |
| 5   | Défenseur | Heinz Wewers            | 27 juillet 1927          | 11     | Rot-Weiss Essen      |
| 6   | Milieu    | Horst Szymaniak         | 29 août 1934             | 9      | Wuppertaler SV       |
| 7   | Défenseur | Georg Stollenwerk       | 19 décembre 1930         | 8      | 1. FC Köln           |
| 8   | Attaquant | Helmut Rahn             | 16 août 1929             | 22     | Rot-Weiss Essen      |
| 9   | Milieu    | Fritz Walter            | 31 octobre 1920          | 56     | 1. FC Kaiserslautern |
| 10  | Attaquant | Aki Schmidt             | 5 septembre 1935         | 7      | BV Borussia Dortmund |
| 11  | Attaquant | Hans Schäfer            | 19 octobre 1927          | 27     | 1. FC Köln           |
| 12  | Attaquant | Uwe Seeler              | 5 novembre 1936          | 4      | Hamburger SV         |
| 13  | Attaquant | Bernhard Klodt          | 26 octobre 1926          | 16     | FC Schalke 04        |
| 14  | Attaquant | Hans Cieslarczyk        | 3 mai 1937               | 3      | SV Sodingen          |
| 15  | Attaquant | Alfred Kelbassa         | 21 avril 1925            | 5      | BV Borussia Dortmund |
| 16  | Attaquant | Hans Sturm              | 3 septembre 1935         | 1      | 1. FC Köln           |
| 17  | Défenseur | Karl-Heinz Schnellinger | 31 mars 1939             | 1      | SG GFC Düren 1899    |
| 18  | Milieu    | Rudi Hoffmann           | 11 février 1935          | 1      | VfB Stuttgart        |
| 19  | Milieu    | Wolfgang Peters         | 8 janvier 1929           | 1      | BV Borussia Dortmund |
| 20  | Défenseur | Hermann Nuber           | 10 octobre 1935          | 0      | Kickers Offenbach    |
| 21  | Gardien   | Günter Sawitzki         | 22 novembre 1932         | 4      | VfB Stuttgart        |
| 22  | Gardien   | Heinz Kwiatkowski       | 16 juillet 1926          | 3      | BV Borussia Dortmund |

## Suède
Entraineur : George Raynor
| No. | Pos.      | Joueur             | Date de naissance et âge | Sélec. | Club          |
| --- | --------- | ------------------ | ------------------------ | ------ | ------------- |
| 1   | Gardien   | Kalle Svensson     | 11 novembre 1925         | 67     | Helsingborg   |
| 2   | Défenseur | Orvar Bergmark     | 16 novembre 1930         | 37     | Örebro        |
| 3   | Défenseur | Sven Axbom         | 15 octobre 1926          | 16     | Norrköping    |
| 4   | Milieu    | Nils Liedholm      | 8 octobre 1922           | 18     | AC Milan      |
| 5   | Milieu    | Åke Johansson      | 19 mars 1928             | 16     | Norrköping    |
| 6   | Milieu    | Sigge Parling      | 26 mars 1930             | 11     | Djurgården    |
| 7   | Attaquant | Kurt Hamrin        | 19 novembre 1934         | 20     | Padova        |
| 8   | Attaquant | Gunnar Gren        | 31 octobre 1920          | 49     | Örgryte       |
| 9   | Attaquant | Agne Simonsson     | 19 octobre 1935          | 3      | Örgryte       |
| 10  | Attaquant | Arne Selmosson     | 29 mars 1931             | 1      | SS Lazio      |
| 11  | Attaquant | Lennart Skoglund   | 24 décembre 1929         | 4      | Inter Milan   |
| 12  | Gardien   | Tore Svensson      | 6 décembre 1927          | 1      | Malmö         |
| 13  | Défenseur | Prawitz Öberg      | 16 novembre 1930         | 2      | Malmö         |
| 14  | Milieu    | Bengt Gustavsson   | 15 janvier 1928          | 42     | Atalanta      |
| 15  | Milieu    | Reino Börjesson    | 4 février 1929           | 3      | Norrby        |
| 16  | Gardien   | Ingemar Haraldsson | 3 février 1928           | 0      | Elfsborg      |
| 17  | Milieu    | Olle Håkansson     | 22 février 1927          | 7      | Norrköping    |
| 18  | Attaquant | Gösta Löfgren      | 29 août 1923             | 38     | Motala AIF FK |
| 19  | Attaquant | Henry Källgren     | 13 mars 1931             | 5      | Norrköping    |
| 20  | Attaquant | Bror Mellberg      | 9 décembre 1923          | 3      | AIK           |
| 21  | Attaquant | Bengt Berndtsson   | 26 janvier 1933          | 4      | Göteborg      |
| 22  | Attaquant | Ove Olsson         | 19 août 1938             | 1      | Göteborg      |

## Tchécoslovaquie
Entraineur : Karel Kolsky
| No. | Pos.      | Joueur             | Date de naissance et âge | Sélec. | Club                   |
| --- | --------- | ------------------ | ------------------------ | ------ | ---------------------- |
| 1   | Gardien   | Imrich Stacho      | 4 novembre 1931          | 13     | FC Spartak Trnava      |
| 2   | Défenseur | Gustáv Mráz        | 11 septembre 1934        | 2      | CH Bratislava          |
| 3   | Milieu    | Jiří Čadek         | 7 décembre 1935          | 2      | Dukla Prague           |
| 4   | Défenseur | Ladislav Novák     | 5 décembre 1930          | 33     | Dukla Prague           |
| 5   | Milieu    | Josef Masopust     | 9 février 1931           | 18     | Dukla Prague           |
| 6   | Défenseur | Svatopluk Pluskal  | 28 octobre 1930          | 19     | Dukla Prague           |
| 7   | Attaquant | Kazimír Gajdoš     | 28 mars 1934             | 4      | CH Bratislava          |
| 8   | Attaquant | Milan Dvořák       | 19 novembre 1934         | 6      | Dukla Prague           |
| 9   | Attaquant | Pavol Molnár       | 13 février 1936          | 7      | CH Bratislava          |
| 10  | Attaquant | Jaroslav Borovička | 26 janvier 1931          | 15     | Dukla Prague           |
| 11  | Attaquant | Tadeáš Kraus       | 22 octobre 1932          | 21     | Spartak Praha Sokolovo |
| 12  | Attaquant | Zdeněk Zikán       | 10 novembre 1937         | 1      | Dukla Pardubice        |
| 13  | Attaquant | Václav Hovorka     | 19 septembre 1931        | 1      | Dynamo Praha           |
| 14  | Attaquant | Jiří Feureisl      | 3 octobre 1931           | 8      | Slavia Karlovy Vary    |
| 15  | Attaquant | Jan Hertl          | 23 janvier 1929          | 22     | Spartak Praha Sokolovo |
| 16  | Défenseur | Ján Popluhár       | 12 septembre 1935        | 0      | ŠK Slovan Bratislava   |
| 17  | Défenseur | Titus Buberník     | 12 octobre 1933          | 0      | CH Bratislava          |
| 18  | Milieu    | Adolf Scherer      | 5 mai 1938               | 0      | CH Bratislava          |
| 19  | Gardien   | Břetislav Dolejší  | 26 septembre 1928        | 13     | Dynamo Praha           |
| 20  | Milieu    | Anton Moravčík     | 3 juin 1931              | 19     | ŠK Slovan Bratislava   |
| 21  | Défenseur | František Šafránek | 2 janvier 1931           | 13     | Dukla Prague           |
| 22  | Gardien   | Viliam Schrojf     | 2 août 1931              | 7      | ŠK Slovan Bratislava   |

## URSS
Entraineur : Gavril Kachalin
| No. | Pos.      | Joueur                        | Date de naissance et âge | Sélec. | Club             |
| --- | --------- | ----------------------------- | ------------------------ | ------ | ---------------- |
| 1   | Gardien   | Lev Yashin                    | 22 octobre 1929          | 22     | Dynamo Moscou    |
| 2   | Défenseur | Vladimir Kesarev              | 26 février 1930          | 2      | Dynamo Moscou    |
| 3   | Milieu    | Konstantin Krizhevsky         | 20 février 1926          | 9      | Dynamo Moscou    |
| 4   | Défenseur | Boris Kuznetsov (footballeur) | 14 juillet 1928          | 15     | Dynamo Moscou    |
| 5   | Défenseur | Yuri Voinov                   | 29 novembre 1931         | 9      | Dynamo Kiev      |
| 6   | Attaquant | Igor Netto                    | 9 janvier 1930           | 30     | Spartak Moscou   |
| 7   | Attaquant | German Apukhtin               | 12 juin 1936             | 2      | CSKA Moscou      |
| 8   | Attaquant | Valentin Ivanov               | 19 novembre 1934         | 15     | Torpedo Moscou   |
| 9   | Attaquant | Nikita Simonyan               | 12 octobre 1926          | 13     | Spartak Moscou   |
| 10  | Attaquant | Sergei Salnikov               | 13 septembre 1925        | 17     | Spartak Moscou   |
| 11  | Attaquant | Anatoli Iline                 | 27 juin 1931             | 22     | Spartak Moscou   |
| 12  | Gardien   | Vladimir Maslachenko          | 5 mars 1936              | 0      | Lokomotiv Moscou |
| 13  | Gardien   | Vladimir Belyaev              | 15 septembre 1933        | 2      | Dynamo Moscou    |
| 14  | Défenseur | Leonid Ostrovskiy             | 17 janvier 1936          | 0      | Torpedo Moscou   |
| 15  | Défenseur | Anatoli Maslyonkin            | 26 juin 1930             | 8      | Spartak Moscou   |
| 16  | Milieu    | Viktor Tsarev                 | 2 juin 1931              | 1      | Dynamo Moscou    |
| 17  | Attaquant | Aleksandr Ivanov              | 14 avril 1928            | 0      | Zenit Leningrad  |
| 18  | Attaquant | Valentin Bubukin              | 23 avril 1933            | 0      | Lokomotiv Moscou |
| 19  | Attaquant | Gennadi Gusarov               | 11 mars 1937             | 0      | Torpedo Moscou   |
| 20  | Attaquant | Youri Faline                  | 2 avril 1937             | 1      | Torpedo Moscou   |
| 21  | Attaquant | Genrich Fiedosov              | 6 décembre 1932          | 1      | Dynamo Moscou    |
| 22  | Défenseur | Vladimir Yerokhine            | 10 avril 1930            | 0      | FC Dynamo Kiev   |

## Yougoslavie
Entraineur : Aleksandar Tirnanic
| No. | Pos.      | Joueur               | Date de naissance et âge | Sélec. | Club                     |
| --- | --------- | -------------------- | ------------------------ | ------ | ------------------------ |
| 1   | Gardien   | Vladimir Beara       | 2 novembre 1928          | 53     | Étoile rouge de Belgrade |
| 2   | Milieu    | Dragoslav Šekularac  | 8 novembre 1937          | 5      | Étoile rouge de Belgrade |
| 3   | Défenseur | Vasilije Šijaković   | 2 août 1929              | 3      | OFK Beograd              |
| 4   | Milieu    | Tomislav Crnković    | 17 juin 1929             | 38     | Dinamo Zagreb            |
| 5   | Défenseur | Novak Tomić          | 7 janvier 1936           | 0      | Étoile rouge de Belgrade |
| 6   | Défenseur | Branko Zebec         | 17 mai 1929              | 48     | FK Partizan Belgrade     |
| 7   | Attaquant | Miloš Milutinović    | 5 février 1933           | 30     | FK Partizan              |
| 8   | Milieu    | Dobrosav Krstić      | 5 février 1932           | 22     | Vojvodina Novi Sad       |
| 9   | Milieu    | Vujadin Boškov       | 16 mai 1931              | 53     | Vojvodina Novi Sad       |
| 10  | Milieu    | Ivan Šantek          | 23 avril 1932            | 5      | Dinamo Zagreb            |
| 11  | Défenseur | Vladica Popović      | 17 mars 1935             | 1      | Étoile rouge de Belgrade |
| 12  | Attaquant | Aleksandar Petaković | 6 août 1932              | 11     | Radnicki Belgrade        |
| 13  | Attaquant | Todor Veselinović    | 22 octobre 1930          | 26     | Vojvodina Novi Sad       |
| 14  | Défenseur | Milorad Milutinović  | 5 février 1933           |        | FK Partizan              |
| 15  | Gardien   | Srboljub Krivokuća   | 14 mars 1928             | 4      | Étoile rouge de Belgrade |
| 16  | Attaquant | Ilijas Pašić         | 10 mai 1934              | 7      | Zeljeznicar Sarajevo     |
| 17  | Milieu    | Zdravko Rajkov       | 5 décembre 1927          | 24     | Vojvodina Novi Sad       |
| 18  | Attaquant | Luka Lipošinović     | 12 mai 1932              | 6      | Dinamo Zagreb            |
| 19  | Attaquant | Radivoje Ognjanović  | 1er juillet 1933         | 1      | Radnicki Belgrade        |
| 20  | Défenseur | Nikola Radović       | 20 octobre 1932          | 3      | Étoile rouge de Belgrade |
| 21  | Gardien   | Gordan Irović        | 2 juillet 1934           | 0      | Dinamo Zagreb            |
| 22  | Attaquant | Dražan Jerković      | 6 août 1936              | 0      | Dinamo Zagreb            |